# دن هاف
دن هاف (انگلیسی: Dann Huff؛ زادهٔ ۱۵ نوامبر ۱۹۶۰) موسیقی‌دان، گیتارنواز، خواننده، تهیه‌کننده موسیقی، و آهنگساز اهل ایالات متحده آمریکا است. وی از سال ۱۹۷۶ میلادی تاکنون مشغول فعالیت بوده‌است.